# Harald Bohr
Harald August Bohr (n. 22 aprilie 1887, Copenhaga, Danemarca – d. 22 ianuarie 1951, Hellerup⁠(d), amtul Copenhaga⁠(d), Danemarca) a fost un matematician danez.
Fratele său a fost celebrul fizician Niels Bohr.
A fost profesor la Universitatea din Copenhaga.
Este cunoscut prin lucrările sale din domeniul teoriei funcțiilor și teoria numerelor.
În legătură cu cercetările sale asupra funcției sigma, care joacă un rol important în teoria numerelor, a dezvoltat în 1923 și teoria funcțiilor cvasiperiodice.
Această teorie, care s-a transformat mai târziu într-o disciplină matematică autonomă, are aplicări multiple în analiza matematică, în mecanica cerească și în fizică.
Harald Bohr a fost și un fotbalist de performanță, echipa sa fiind medaliată cu argint la Jocurile Olimpice de vară din 1908.